# 劉廷重 (弘治進士)
劉廷重（1463年—？），字與圭，江西南昌府南昌县人，民籍，明朝政治人物。

## 生平
弘治五年（1492年）壬子科江西鄉試第七十名舉人。弘治十二年（1499年）中式己未科會試第二百二十二名，三甲第四十七名進士。官至工部郎中。

## 家族
曾祖劉子泰；祖劉傑勝；父劉伯拱。母张氏，继母王氏。具庆下。弟廷省、廷宗、廷朝。